# Black Beauty (film 1994)
Black Beauty è un film del 1994 diretto da Caroline Thompson, al suo debutto alla regia. La pellicola è un adattamento cinematografico del romanzo di Anna Sewell con lo stesso nome. Tra gli attori che vi parteciparono, vi sono Andrew Knott, Sean Bean e David Thewlis.

## Trama
Il film è una sorta di autobiografia del cavallo Black Beauty, come il romanzo da cui è tratto; Alan Cumming fornisce la voce narrante di "Black Beauty", seguito dalla nascita fino alla maturità come cavallo da lavoro, passando per vari padroni, alcuni crudeli, alcuni gentili.